# Zuzanna Cieślar
Zuzanna Cieślar (8 novembre 2000) è una schermitrice polacca, specializzata nella sciabola.

## Carriera
Pluricampionessa nazionale nella sciabola femminile, nel 2022 ottenne la prima medaglia continentale in occasione dei campionati europei, dove si aggiudicò il bronzo.
Nel 2023 si aggiudicò la medaglia di bronzo nella gara individuale agli europei under-23.
L'anno successivo, si riconfermò bronzo continentale agli europei di Basilea.
Agli europei di Genova 2025, fu membro della squadra che si aggiudicò l'argento, venendo sconfitta in finale dalla Francia.
Nello stesso anno, convocata per i suoi primi campionati mondiali nella rassegna di Tbilisi, riuscì ad avanzare fino alla zona medaglie, perdendo la finale contro la veterana russa Jana Egorjan ma conquistando uno storico argento iridato per la sua nazione.

## Palmarès
- Mondiali

Tbilisi 2025: argento nella sciabola individuale.
- Europei

Adalia 2022: bronzo nella sciabola individuale.
Basilea 2024: bronzo nella sciabola individuale.
Genova 2025: argento nella sciabola a squadre.